# ابوالقاسم ابراهیم سمرقندی
 ابراهیم لَیثی سمرقندی کُنیه‌گرفته به ابوالقاسم (؟ - درگذشتهٔ پس از ۱۵۰۱م/ ۹۰۷ق) (نسب: ابراهیم بن ابی‌بکر محمّد) قاری، فقیه حنفی و نویسنده خوارزمی در سدهٔ پانزدهم میلادی/نهم هجری بود. مستخلص الحقائق و  شرح کنز الدقائق از آثار اوست.